# Вільянгомес
Вільянгомес (ісп. Villangómez) — муніципалітет в Іспанії, у складі автономної спільноти Кастилія-і-Леон, у провінції Бургос. Населення — 258 осіб (2010).
Муніципалітет розташований на відстані близько 200 км на північ від Мадрида, 20 км на південь від Бургоса.
На території муніципалітету розташовані такі населені пункти: (дані про населення за 2010 рік)
- Вільяфуертес: 91 особа
- Вільянгомес: 167 осіб

## Демографія
Динаміка населення (INE ):